# NGC 4164
NGC 4164 је елиптична галаксија у сазвежђу Девица која се налази на NGC листи објеката дубоког неба.
Деклинација објекта је + 13° 12' 21" а ректасцензија 12h 12m 5,4s. Привидна величина (магнитуда) објекта NGC 4164 износи 14,4 а фотографска магнитуда 15,4. NGC 4164 је још познат и под ознакама CGCG 69-76, VCC 43, PGC 38877.